# Klaus Suomela
Klaus Uuno Suomela (* 10. November 1888 in Porvoo; † 4. April 1962 in Helsinki) war ein finnischer Turner und Schriftsteller.

## Werdegang
Klaus Suomela nahm 1912 in Stockholm erstmals an den Olympischen Spielen teil. Bei diesen gehörte er zur finnischen Turnriege im Wettbewerb, der nach dem sogenannten freien System ausgetragen wurde. Dabei traten insgesamt fünf Mannschaften an, die aus 16 bis 40 Turnern bestehen und während des einstündigen Wettkampfs gleichzeitig antreten mussten. Es wurden die Ausführungen der geturnten Übungen an den Geräten bewertet, aber auch der Einmarsch zu Beginn und der Ausmarsch am Ende. Das Gesamtergebnis war ein Durchschnittswert der fünf Kampfrichterwertungen. Neben den Finnen traten auch Turnriegen aus Norwegen, Dänemark, dem Deutschen Reich und Luxemburg an. Mit 114,25 Punkten setzten sich die Norweger gegen ihre Konkurrenten durch. Die Finnen erzielten indes 109,25 Punkte und belegten damit vor den drittplatzierten Dänen mit 106,25 Punkten den zweiten Platz. Suomela gewann somit zusammen mit Kaarlo Ekholm, Eino Forsström, Eero Hyvärinen, Mikko Hyvärinen, Tauno Ilmoniemi, Ilmari Keinänen, Jalmari Kivenheimo, Karl Lund, Aarne Pelkonen, Ilmari Pernaja, Arvid Rydman, Eino Saastamoinen, Aarne Salovaara, Heikki Sammallahti, Hannes Sirola, Lauri Tanner, Väinö Tiiri, Kaarlo Vähämäki und Kaarlo Vasama die Silbermedaille.
Suomela war von 1918 bis 1931 als Dozent an der Universität Helsinki und dort auch parallel von 1915 bis 1929 als Turntrainer tätig. Von 1931 bis 1955 war er Professor der Darstellenden Künste sowie ab 1946 stellvertretender Schulleiter und von 1951 bis 1953 Direktor der Turnabteilung der Universität. Darüber hinaus arbeitete Suomela als Sportjournalist. Bei den Olympischen Spielen 1924 in Paris war er Teilnehmer in der Literatursektion der Kunstwettbewerbe, platzierte sich aber nicht unter den besten drei Werken. Nachdem er weder als Schriftsteller noch als Weißgardist Anerkennung fand, vollzog er nach dem Zweiten Weltkrieg eine ideologische Kehrtwende und war fortan Kommunist. Auch seine Söhne Päivö und Launo Suomela wurden Schriftsteller.